# Episodi de Il grande teatro del West (seconda stagione)
La seconda stagione della serie televisiva Il grande teatro del West è stata trasmessa in anteprima negli Stati Uniti d'America dalla ABC tra il 27 settembre 1968 e il 16 settembre 1969.
| nº | Titolo originale               | Titolo italiano | Prima TV USA      | Prima TV Italia |
| -- | ------------------------------ | --------------- | ----------------- | --------------- |
| 1  | Reunion                        |                 | 27 settembre 1968 |                 |
| 2  | The Trap                       |                 | 4 ottobre 1968    |                 |
| 3  | Chapter and Verse              |                 | 11 ottobre 1968   |                 |
| 4  | Pariah                         |                 | 18 ottobre 1968   |                 |
| 5  | Joby                           |                 | 1º novembre 1968  |                 |
| 6  | The Straw Man                  |                 | 8 novembre 1968   |                 |
| 7  | A Difference of Opinion        |                 | 15 novembre 1968  |                 |
| 8  | Home Free                      |                 | 22 novembre 1968  |                 |
| 9  | Guilt                          |                 | 29 novembre 1968  |                 |
| 10 | Meeting in a Small Town        |                 | 6 dicembre 1968   |                 |
| 11 | The Fearless Man               |                 | 13 dicembre 1968  |                 |
| 12 | Where There's Hope             |                 | 20 dicembre 1968  |                 |
| 13 | Join the Army                  |                 | 3 gennaio 1969    |                 |
| 14 | Time Is the Rider              |                 | 10 gennaio 1969   |                 |
| 15 | Robber's Roost                 |                 | 17 gennaio 1969   |                 |
| 16 | Trail's End                    |                 | 31 gennaio 1969   |                 |
| 17 | A Town in Terror (Part 1)      |                 | 7 febbraio 1969   |                 |
| 18 | A Town in Terror (Part 2)      |                 | 14 febbraio 1969  |                 |
| 19 | Jim Sonnett's Lady             |                 | 21 febbraio 1969  |                 |
| 20 | The Trial                      |                 | 28 febbraio 1969  |                 |
| 21 | One Angry Juror                |                 | 7 marzo 1969      |                 |
| 22 | The Sodbuster                  |                 | 14 marzo 1969     |                 |
| 23 | The Man Who Killed Jim Sonnett |                 | 21 marzo 1969     |                 |
| 24 | Three Stand Together           |                 | 16 settembre 1969 |                 |